# NGC 2686
NGC 2686 este o brightest cluster galaxy⁠(d) situată în constelația Ursa Mare. A fost descoperită în 11 martie 1858 de către William Parsons, 3rd Earl of Rosse⁠(d).